# Don Starr
Don Starr (* 20. September 1917; † 11. Juli 1995 in Tucson, Arizona) war ein US-amerikanischer Schauspieler.
Bekannt wurde der Schauspieler als Jordan Lee in der US-Fernsehserie Dallas, in der er von 1978 bis 1990 mitspielte. Nebenbei trat Don Starr in Filmen und zahlreichen TV-Produktionen auf.

## Filmografie (Auswahl)
- 1968: High Chaparral (Fernsehserie, 2 Folgen)
- 1972: Rabbits (Night of the Lepus)
- 1972: Das war Roy Bean (The Life and Times of Judge Roy Bean)
- 1974–1976: Petrocelli (Fernsehserie, 14 Folgen)
- 1977: Auf der Fährte des Todes (Relentless, Fernsehfilm)
- 1977: Ein anderer Mann, eine andere Frau (Un autre homme, une autre chance)
- 1977: Drei Engel für Charlie (Charlie’s Angels, Fernsehserie, eine Folge)
- 1977: Eine amerikanische Familie (Family, Fernsehserie, eine Folge)
- 1978: Der unglaubliche Hulk (The Incredible Hulk, Fernsehserie, eine Folge)
- 1978: Detektiv Rockford – Anruf genügt (The Rockford Files, Fernsehserie, eine Folge)
- 1978: Unsere kleine Farm (Little House on the Prairie, Fernsehserie, eine Folge)
- 1978–1990: Dallas (Fernsehserie, 88 Folgen)
- 1979: Mord im Zwiebelfeld (The Onion Field)
- 1980: Wir sind alle Gottes Kinder (All God's Children, Fernsehfilm)
- 1980: Flamingo Road (Fernsehserie, eine Folge)
- 1980: Unter der Sonne Kaliforniens (Knots Landing, Fernsehserie, eine Folge)
- 1981: Soap – Trautes Heim (Soap, Fernsehserie, eine Folge)
- 1984: Der Bär (The Bear)
- 1984: Ein Engel auf Erden (Highway to Heaven, Fernsehserie, eine Folge)
- 1984: Polizeirevier Hill Street (Hill Street Blues, Fernsehserie, eine Folge)
- 1984: V – Die außerirdischen Besucher kommen (V, Fernsehserie, eine Folge)
- 1987: L.A. Law – Staranwälte, Tricks, Prozesse (L.A. Law, Fernsehserie, eine Folge)
- 1988: Bird
- 1989: Desperado 5: Land ohne Gesetz (Desperado: Badlands Justice, Fernsehfilm)
- 1990: Ein Mann für Randado (Border Shootout)
- 1990: Kid – Einer gegen alle (Kid)
- 1991: Stadt der Spieler (The Neon Empire, Fernsehfilm)